# Lasse Nilsson
Lars ("Lasse") Nilsson (Borlänge, 3 januari 1982) is een voormalig Zweedse profvoetballer die speelde als aanvaller.
De spits speelde eerder voor IF Elfsborg (Borås) IK Brage en sc Heerenveen.
Met zijn bijnaam "Pippi Nilsson" was hij zeer populair bij de Friese supporters.
Lasse Nilsson is de zoon van 15-voudig international Thomas Nilsson (destijds IK Brage). De Zweed begon zijn voetbalcarrière in 1997 bij Torsangs IF in zijn vaderland. Na één seizoen verkaste hij naar IK Brage. In 2002 vertrok hij naar IF Elfsborg, waar hij vervolgens drie jaar speelde. Tijdens deze periode zat hij eenmaal bij de Zweedse selectie (22 januari 2004 tegen Noorwegen) en werd hij door SC Heerenveen op de voet gevolgd. Op 17 januari 2005 maakte hij de overstap naar SC Heerenveen en tekende tot medio 2008.
In het seizoen 2004-2005 stond hij tienmaal in de basis, viel hij viermaal in en scoorde driemaal (Roda JC uit, Vitesse uit en RBC thuis). Door de aanwezigheid van Klaas-Jan Huntelaar en Georgios Samaras lukte het hem in het begin van het seizoen 2005-2006 niet een vaste basisplaats te veroveren. Na het vertrek van Huntelaar en Samaras liet hij zien wat hij waard was en scoorde driemaal in de thuiswedstrijd tegen ADO Den Haag.
In augustus 2007 maakte Nilsson de stap naar het Franse Saint-Étienne. Nilsson heeft al meerdere malen door laten schemeren dat hij toe was aan een nieuw avontuur en Heerenveen was bereid mee te werken aan een transfer van de Zweed.
Nilsson hoopte net als zijn voorgangers Marcus Allbäck, Erik Edman en Petter Hansson via Heerenveen het nationale elftal van Zweden te halen.
Nilsson speelde twee jaar voor Vitesse, maar raakte in het seizoen 2010/11 na het vertrek van trainer Theo Bos zijn basisplaats kwijt. De nieuwe trainer Albert Ferrer zag geen perspectief meer voor de Zweed in het eerste elftal. Op 1 februari 2011 kwamen Vitesse en IF Elfsborg een transfer overeen, zodat Nilsson kon terugkeren naar Zweden. Vanaf 2018 komt hij uit voor Norrby IF.

## Loopbaan
| Seizoen   | Club             | Competitie  | Duels | Goals |
| --------- | ---------------- | ----------- | ----- | ----- |
| 2000      | IK Brage         | Superettan  | 12    | 2     |
| 2001      | IK Brage         | Superettan  | 27    | 13    |
| 2002      | IF Elfsborg      | Allsvenskan | 24    | 5     |
| 2003      | IF Elfsborg      | Allsvenskan | 23    | 4     |
| 2004      | IF Elfsborg      | Allsvenskan | 26    | 7     |
| 2004/2005 | sc Heerenveen    | Eredivisie  | 14    | 4     |
| 2005/2006 | sc Heerenveen    | Eredivisie  | 29    | 9     |
| 2006/2007 | sc Heerenveen    | Eredivisie  | 34    | 9     |
| 2007/2008 | AS Saint-Étienne | Ligue 1     | 6     | 0     |
| 2008      | Aalborg BK       | SAS Ligaen  | 12    | 2     |
| 2008      | IF Elfsborg      | Allsvenskan | 15    | 3     |
| 2008/2009 | Vitesse          | Eredivisie  | 13    | 4     |
| 2009/2010 | Vitesse          | Eredivisie  | 30    | 7     |
| 2010/2011 | Vitesse          | Eredivisie  | 13    | 2     |
| 2011      | IF Elfsborg      | Allsvenskan | 28    | 10    |
| 2012      | IF Elfsborg      | Allsvenskan | 29    | 7     |
| 2013      | IF Elfsborg      | Allsvenskan | 22    | 9     |
| 2014      | IF Elfsborg      | Allsvenskan | 17    | 4     |
| 2015      | IF Elfsborg      | Allsvenskan | 16    | 2     |
| 2016      | IF Elfsborg      | Allsvenskan | 12    | 3     |
| 2017      | IF Elfsborg      | Allsvenskan | 11    | 5     |
| 2018      | Norrby IF        | Superettan  | 23    | 1     |
| Totaal    | Totaal           | Totaal      | 436   | 112   |

## Erelijst
IF Elfsborg
- Svenska Cupen

2003
- Zweeds landskampioen

2012
 Aalborg BK
- Deens landskampioen

2008